# Енцефалит Сейнт Луис
Енцефалит Сейнт Луис е векторно заболяване с преносител комари. То се среща предимно в САЩ и доста по-рядко в Мексико и Канада.

## История
Първите сведения за заболяването са от 1933 г., когато в рамките на 5 седмици през есента избухва енцефалитна епидемия в района на Сейнт Луис, щата Мисури, САЩ..

## Епизоотология
Комарите от род Culex се заразяват при пиене на кръв от птици, заразени с вируса на Сейнт Луис. Така те се превръщат в преносители на вируса към здрави животни, хора и птици. Доказано е, че при ухапване на комар от болен на здрав човек не се предизвиква заразяване.